# Olimpia Asunción
A Club Olimpia egy paraguayi labdarúgóklub, melynek székhelye Asunciónban található. A klubot 1902. július 25-én alapították és az első osztályban szerepel.
A legeredményesebb paraguayi csapat, miután a bajnokságot 40 alkalommal nyerte meg. Emellett háromszoros Copa Libertadores, kétszeres Recopa Sudamericana és egyszeres Interkontinentális kupa győztes. Az egyetlen paraguayi csapat, melynek sikerült rangos nemzetközi kupát nyernie.
Hazai mérkőzéseit az Estadio Manuel Ferreirában játssza, amely létesítmény 22 000 fő befogadására alkalmas. A klub hivatalos színei: fekete-fehér.

## Sikerlista
- Paraguayi bajnok (40): 1912, 1914, 1916, 1925, 1927, 1928, 1929, 1931, 1936, 1937, 1938, 1947, 1948, 1956, 1957, 1958, 1959, 1960, 1962, 1965, 1968, 1971, 1975, 1978, 1979, 1980, 1981, 1982, 1983, 1985, 1988, 1989, 1993, 1995, 1997, 1998, 1999, 2000, 2011 Clausura, 2015 Clausura
- Copa Libertadores győztes (3): 1979, 1990, 2002
- Interkontinentális kupa győztes (1): 1979
- Recopa Sudamericana győztes (2): 1991, 2003
- Supercopa Sudamericana győztes (1): 1988
- Copa Interamericana győztes (1): 1979
- Copa Libertadores döntős (4): 1960, 1989, 1991, 2013
- Copa CONMEBOL döntős (1): 1992
- Copa Interamericana döntős (1): 1990